# Jandaul
Jandaul (nep. जंदौल) – gaun wikas samiti we wschodniej części Nepalu w strefie Sagarmatha w dystrykcie Saptari. Według nepalskiego spisu powszechnego z 2001 roku liczył on 715 gospodarstw domowych i 4289 mieszkańców (2159 kobiet i 2130 mężczyzn).